# Hoplolabis (Parilisia) iranica
Hoplolabis (Parilisia) iranica is een tweevleugelige uit de familie steltmuggen (Limoniidae). De soort komt voor in het Palearctisch gebied.